# 3475 Fichte
3475 Fichte eller 1972 TD är en asteroid i huvudbältet, som upptäcktes 4 oktober 1972 av den tjeckiske astronomen Luboš Kohoutek vid Bergedorf-observatoriet. Den har fått sitt namn efter författaren Hubert Fichte.
Asteroiden har en diameter på ungefär 29 kilometer.